# Onchidoris grisea
Onchidoris grisea är en snäckart som först beskrevs av Gould 1870.  Onchidoris grisea ingår i släktet Onchidoris och familjen Onchidorididae. Inga underarter finns listade i Catalogue of Life.